# Dragon, Ie o Kau.
Dragon, Ie o Kau. (japanisch ドラゴン、家を買う。) ist eine Manga-Serie von Kawo Tanuki und Choco Aya, die seit 2016 in Japan erscheint. 2021 erschien eine Anime-Adaption von Studio Signal M.D. Die Shōnen- und Fantasy-Serie erzählt von einem Drachen, der sich ein neues Heim sucht.

## Inhalt
Der kleine, rote und schüchterne Drache Letty wurde von seiner Familie verstoßen. Letty muss jetzt eine eigene Unterkunft finden. Der Drache wird von einer Gruppe von Helden angegriffen, die ihn als zu besiegende, gefährliche Bestie sehen. Der Elf Dearia rettet ihn. Dearia ist ein Architekt und ein Immobilienmakler. Der Elf bietet Letty an, eine Unterkunft für ihn zu finden. Bei der Wohnungssuche begegnen Letty und der Elf fantastischen Kreaturen und furchterregenden Feinde.

## Manga
Der Manga ist von Kawo Tanuki geschrieben und von Choco Aya gezeichnet worden. Die Mangaserie wird seit 2016 im Magazin Gekkan Comic Garden veröffentlicht. Die Kapitel werden von Mag Garden in bisher sieben Sammelbänden veröffentlicht. In Nordamerika wird der Manga von Seven Seas Entertainment veröffentlicht, eine spanische Fassung erscheint bei Editorial Hidra und eine russische bei Istari Comics.

## Animeserie
Die Anime-Adaption wurde am 10. Oktober 2019 angekündigt. Die Serie entstand beim Studio Signal M.D unter der Regie von Haruki Kasugamori, der auch Hauptautor war. Die Charakterdesign lag bei Shiori Asuka und Su Shiyi. Die Serie wird seit 4. April 2021 auf Tokyo MX, ytv und BS Fuji in Japan ausgestrahlt. Die Plattform Wakanim veröffentlicht die Serie international per Streaming, unter anderem mit deutschen Untertiteln. Funimation lizenzierte den Anime für die USA.

### Synchronisation
| Rolle  | japanischer Sprecher (Seiyū) |
| ------ | ---------------------------- |
| Letty  | Shun Horie                   |
| Dearia | Kaito Ishikawa               |
| Pip    | Shiori Izawa                 |
| Nell   | Misato Fukuen                |
| Albert | M.A.O                        |
| Huey   | Takashi Kondo                |

### Musik
Die Musik der Serie komponierten Kyohei Matsuno.  Das Vorspannlied Role-playing wird von Masayoshi Oishi gesungen und der Abspann ist unterlegt mit Shizuka na Kaze von Non Stop Rabbit.